# Harder, Better, Faster, Stronger
Harder, Better, Faster, Stronger (у преводу: Тврђе, боље, брже, јаче) је песма француског дуета Дафт Панк која је издата 13. марта 2001. године. Заснована је на семплу песме "Cola Bottle Baby" Едвина Бердсонга.
Када се делови роботских вокала пусте уназад, изгледа да формирају другачију песму о жени која се зове Ерва.  Ова појава је вероватно нехотична.

## Списак песама
1. Harder Better Faster Stronger (Album Version) (3:46)
2. Harder Better Faster Stronger (Breakers Break Remix) (4:38)
3. Harder Better Faster Stronger (The Neptunes Remix) (5:12)
4. Harder Better Faster Stronger (Pete Heller's Stylus Mix) (9:14)